# Пантепек (муниципалитет Чьяпаса)
Пантепек (исп. Pantepec) — муниципалитет в Мексике, штат Чьяпас, с административным центром в одноимённом посёлке. Численность населения, по данным переписи 2020 года, составила 12 266 человек.

## Общие сведения
Название Pantepec с языка науатль можно перевести как слоёная гора.
Площадь муниципалитета равна 105,7 км², что составляет 0,1 % от площади штата, а наиболее высоко расположенное поселение Нуэва-Реформа, находится на высоте 1828 метров.
Он граничит с другими муниципалитетами Чьяпаса: на севере с Чапультенанго и Исуатаном, на востоке с Тапилулой, Районом и Хитотолем, на юге с Бочилем и Коапильей, и на западе с Тапалапой.

## Учреждение и состав
Муниципалитет был образован в 1915 году, по данным 2020 года в его состав входит 47 населённых пунктов, самые крупные из которых:
| Код INEGI                  | Населённый пункт                                                                                     | Численность населения (2005 год) | Численность населения (2010 год) | Численность населения (2020 год) |
| -------------------------- | --- | -------------------------------- | -------------------------------- | -------------------------------- |
| 067                        | Всего                                                                                                | 9785                             | 10870                            | 12266                            |
| 0001                       | Пантепек (исп. Pantepec) 17°11′17″ с. ш. 93°02′58″ з. д. (административный центр)                    | 1557                             | 1820                             | 1924                             |
| 0010                       | Эль-Каррисаль (исп. El Carrizal) 17°09′42″ с. ш. 93°04′39″ з. д.                                     | 752                              | 889                              | 1077                             |
| 0122                       | Сан-Исидро-лас-Бандерас (исп. Nuevo Poblado San Isidro las Banderas) 17°13′43″ с. ш. 93°03′26″ з. д. | —                                | —                                | 935                              |
| 0036                       | Эль-Триунфо (исп. El Triunfo) 17°13′03″ с. ш. 93°03′12″ з. д.                                        | 657                              | 734                              | 831                              |
| 0020                       | Ликидамбар (исп. Liquidámbar) 17°13′19″ с. ш. 93°03′48″ з. д.                                        | 456                              | 497                              | 566                              |
| 0029                       | Сан-Исидро-лас-Бандерас (исп. San Isidro las Banderas) 17°13′55″ с. ш. 93°03′36″ з. д.               | 1210                             | 1309                             | 561                              |
| 0002                       | Эль-Авельяно (исп. El Avellano) 17°11′26″ с. ш. 93°02′01″ з. д.                                      | 459                              | 427                              | 526                              |
| —                          | Прочие                                                                                               | 4694                             | 5194                             | 5846                             |
| Названия на карте Генштаба | |                                  |                                  |                                  |

## Экономическая деятельность
По статистическим данным 2000 года, работоспособное население занято по секторам экономики в следующих пропорциях:
- сельское хозяйство, скотоводство и рыбная ловля — 74,7 %;
- промышленность и строительство — 5,3 %;
- торговля, сферы услуг и туризма — 18,4 %;
- безработные — 1,6 %.

## Инфраструктура
Через муниципалитет проходит федеральное шоссе 195. Общая протяжённость дорог 46,53 км, из которых 33,89 км имеют твёрдое покрытие.
По статистическим данным 2020 года, инфраструктура развита следующим образом:
- электрификация: 99,1 %;
- водоснабжение: 52,1 %;
- водоотведение: 96,3 %.

## Туризм
Основные достопримечательностями:
- церковь, построенная в XVII веке;
- местные леса.